# تیفوس (کتاب)
پیکان سیاه نام یک کتاب ادبی است که توسط آنتوان چخوف، نویسندهٔ اهل روسیه نوشته شده‌است. این کتاب یکی از آثار مشهور ادبی جهان است.